# Notoreas anthracias
Notoreas anthracias är en fjärilsart som beskrevs av Edward Meyrick 1883. Notoreas anthracias ingår i släktet Notoreas och familjen mätare. Inga underarter finns listade i Catalogue of Life.